# الكنيسة البيلاروسية الرومية الكاثوليكية
الكنيسة البيلاروسية الإغريقية الكاثوليكية (باللغة البيلاروسية: Беларуская грэка-каталіцкая царква) وهي كنيسة مرتبطة بشراكة مع الكنيسة الرومانية الكاثولكية وتعترف بنفس قانون الإيمان الكاثوليكي وبسلطة البابا وقد تأسست هذه الكنيسة في فترة روسيا القيصرية.